# Chwaday-Namag
Chwadāy-Nāmag (Xwadaynamag, dt. „Herrenbuch“) war ein offizielles Geschichtswerk des Perserreichs, das in der sassanidischen Ära (vermutlich unter Yazdegerd III.) in Mittelpersisch verfasst wurde. Sowohl das Buch selbst als auch alle seine (direkten) Übersetzungen und Bearbeitungen sind verschollen.
Mehrere islamische Autoren, vor allem Ibn al-Muqaffaʿ (8. Jahrhundert) und Bahram ibn Mardanschah, hatten das mittelpersische Buch in die arabische Sprache übersetzt. Die arabischen Übersetzungen, die unter mehreren verschiedenen Titeln verfasst wurden, sind verschollen. Chwaday-Namag war auch die Hauptquelle des neupersischen samanidischen Schāhnāme von Abu Mansur, das bis auf sein Vorwort ebenfalls verschollen ist. Das Schāhnāme von Abu Mansur war eine Hauptquelle des Schāhnāme von Firdausi.